# Восак
Воскови су класа хемијских једињења која су пластична (дуктилна) на собној температури. Њихова тачка топљења је типично изнад 45 °C. У течном стању имају низак вискозитет. Воскови су нерастворни у води, али се растварају у органским, неполарним растварачима. Сви воскови су органска једињења.
Восак производе пчеле, које од њега праве саће где чувају легло, храну или мед.

## Типови
Воскови су органска једињења која се типично састоје од дугих алкилних ланаца. Природни воскови су типично естри масних киселина и дуголанчаних алкохола. Синтетички воскови су дуголанчани угљоводоници без функционалних група.

### Биљни и животињски воскови
Воскове биосинтетишу многе биљке и животиње. Воскови животињског порекла се типично састоје од воштаних естара изведених из различитих карбоксилних киселина и масних алкохола. Воскови биљног порекла садрже карактеристичне смеше неестерификованих угљоводоника. Састав је зависан не само од врсте, него и од географске локације организма. Пошто су смеше, природни воскови су мекши и топе се на нижим температурама од чистих једињења.

#### Животињски воскови
Најпознатији животињски восак је пчелињи восак, мада и други инсекти излучују воскове. Главна компонента пчелињег воска је естар мирицил палмитат који се косити у конструисању њиховог саћа. Његова тачка топљења је 62-65 °C. Спермацет је присутан у великим количинама у уљу уљешура. Један од његових главних састојака је цетил палмитат, још један естер масне киселине и масног алкохола. Ланолин је восак који се добија из вуне, и састоји се од естара стерола.

#### Биљни воскови
На подручјима са топлом климом биљке излучују воскове ради контроле евапорације и хидрације. Са комерцијалног становишта, најважнији восак је карнауба восак, тврди восак који се добија из Бразилиске палме. Он садржи естар мирицил церотат, и има мноштво примена. Други специјализовани биљни воскови су канделила восак, оарикарy восак, восак шећерне трске, ретамо восак, јојоба уље. Биљни епикутикуларни воскови су смеше супституисаних дуголанчаних алифатичних угљоводоника, који садрже алкане, масне киселине, примарне и секундарне алкохоле, диоле, кетоне, алдехиде.

### Воскови изведени из нафте
Док природни воскови садрже естре, парафински воскови су угљоводоници, смеше алкана обично у хомологним серијама опсега дужина ланца. Ти материјали представљају знатну фракцију нафте. Они се рафинишу вакуум дистилацијом. Парафински воскови су смеше засићених n- и изоалкана, нафтена, и алкил- и нафтен-супституисаних ароматичних једињења. Степен гранања има знатан утицај на њихова својства. Милиони тона парафинских воскова се производе годишње. Они се користе у храни (као што је жвакаћа гума и облози за сиреве), у свећама и козметици, као непријањајући и водоотпорни омотачи и као средства за полирање.